# 米海柳奇卡
50°17′24″N 27°18′39″E / 50.29000°N 27.31083°E
米海柳奇卡（羅馬化：Mykhailiuchka）是烏克蘭的村落，位於該國西部赫梅利尼茨基州，由舍佩蒂夫卡區負責管轄，始建於1796年，面積2.42平方公里，海拔高度244米，2007年人口1,574。